# Vibia Sabina (córka Marka Aureliusza)
Vibia Sabina (ur. 170, zm. przed 217) – najmłodsza córka, dwunaste lub trzynaste dziecko Marka Aureliusza i Faustyny Młodszej. Jej bratem był cesarz Kommodus, a siostrą Lucilla – żona współcesarza Lucjusza Werusa.

## Wywód przodków
| 4. Marek Annius Verus |  |                     |  |  |                 |
|                       |  | 2. Marek Aureliusz  |  |  |                 |
| 5. Domitia Lucilla    |  |                     |  |  |                 |
|                       |  |                     |  |  | 1. Vibia Sabina |
| 6. Antonin Pius       |  |                     |  |  |                 |
|                       |  | 3. Faustyna Młodsza |  |  |                 |
| 7. Faustyna Starsza   |  |                     |  |  |                 |
|                       |  |                     |  |  |                 |